# مهذل الصقور
مهذل بن مهدي بن ظافر آل محمد بن مهذل الصقور اليامي  هو أديب وشاعر سعودي، من قبيلة يام في منطقة نجران جنوب المملكة العربية السعودية ، يكتب الشعر النبطي والفصيح ، و له عدة دواوين شعرية ، ووالده الشاعر السعودي مهدي بن ظافر آل محمد بن مهذل.

## قصائده
| - هزي مراقد لولين. - مهذل يادايم السيف المطر. - أشهدالله ملايكته ونادى وبعد النداء. - ياحاملين العرش ذا صوت جبريل. - ماتعودت أناشد كل فسل” ولــــد لااش. - تسولف عيون ألي يحبون وهم أسكوت. - الهمج مايروي كبود العطاشا. - ياذيب ياعاوي في عالـي هضابـه. - عند بابك. - زمانـنـا هــذا لـلانـذال جـنّـه. - عتيـم ليـل كـان ماينسـرا بــه. - الـنـاس لامـونـي وأنــا ماعـلـي لــوم. - قد قال لـي سلطـان شقـر الجدايـل. - بينـي وبينـك يالحبيـب مجـافـى. - ياعين سجي ولابه في النظر زلـه. - العيون السود والخدين والكف المحنى. | - زنجروا من دوني الباب حيل اللهْ قوي. - سقى الله عهدكم ياهل الحزم ياهلي. - في صدري أخطرُ معتقلٍ. - يقول ابن ظافـر تكـدر منامـه. - البارحة ليـل السهـر والمعانـاه. - من العربيد ذا اللي في عيونك شامخ بالكـاس. - ياذيب في ممشـاك ميّـز دروبـك. - لو للخلايق في التمني صلاحـي. - ظلم الزمان. - قد قال لي سلطان شقر الجدايـل. - لابتي بين القبايل لهم مجـد وصيـت. - راعي الهوى مبلي يشوف الدواهي. - تجبرت بالله عقب فرقاك يـا نجـران. - الرزفه المشهوره. - كم يدعون الشعـر نـاسٍ قلاسيـس. - قال ابن مهذل. | - علامك يالعتيبي. - إن القصيدة لا تكون قصيدةً. - عاتبونى يوم ما عندي وظيفة. - يا الزمان الشين وأصدقاء نصف الطريق. - ثلاثين عام واشتمط عارضي بالشيب. - صاح النذير وهجن الاشجان بتغير. - يا حظي السيئ ما هي لي بعادة. - تعلق في غيبوبة الشمس وارتمى. - مولاي نجران لا نامت عيون الجبان. - من موطني عانقت فجر النبوة. - إبتسمي أرجوك إبتسمي … يا امرأة. - بـسم مـن سهل لنا كل الصعاب. - لبـارحـه ممـسـيـت والـنــاس ممـسـيـن. - جف القلم. - سبعين قامة. - ليل الدجى. | - هذا الزمان. - أرحبي. - لفظ بلا معني وجسم بلا روح. - مسراح يوم العيد حسب العوايد. - قِفْ بالغٓريّ على الْوَصِيِّ مُسلّماً. - أنا لي بديت الرجم وأمعنت في النظر. - كـم يدعـون الشعـر نــاسٍ. - قال ابن مهذل. - قال المغني. - أتظن أنك عندمـــا أحـــرقتنــي. - يـاذيــب يـاعــاوي. - الــهــي خـلـقــت الــحــب. - أتـيـنـاك نـبـكـي. - تسولف عيون أللي يحبون. - يـوم اقبلـت فـي سـواد الليـل. - ياهـل الهـوى. |

## انظر إيضا
- مانع بن شلحاط
- ضيدان بن قضعان
- محمد بن فطيس المري
- محمد بن الذيب